# James Lord
James Lord (* 27. November 1922 in Englewood (New Jersey); † 23. August 2009 in Paris, Frankreich) war ein US-amerikanischer Schriftsteller und Biograph.

## Leben und Wirken
Lord besuchte die Wesleyan University, ohne sich auszuzeichnen. Nach dem Angriff auf Pearl Harbor meldete er sich freiwillig zur Armee und diente im Militärischen Nachrichtendienst. Er landete 1944 mit den Alliierten in der Normandie und kehrte 1947 nach Frankreich zurück. Lord hatte Pablo Picasso 1944 besucht und erneuerte den Kontakt. Er lernte weitere bedeutende Persönlichkeiten und Künstler wie Gertrude Stein und Arletty, insbesondere aber Alberto Giacometti kennen, mit dem er seit 1952 befreundet war, dem er Modell stand und dessen maßgebliche Biographie er verfasst hat. Ein weiteres Hauptwerk sind die drei ersten Bände seiner Erinnerungen in Form von Prosa-Porträts.
1952 gründete James Lord zusammen mit John Rewald das Cézanne Memorial Committee, um Cézannes Atelier in Aix-en-Provence vor dem Abriss zu schützen. Das Atelier konnte mit Hilfe von amerikanischen Spendengeldern gerettet und an die Universität Aix-Marseille übergeben werden. In dem Atelier ist seit 1954 ein Museum untergebracht.

## Schriften
- No Traveller Returns: A Novel. Weidenfeld & Nicolson, 1956
- The Joy of Success: A Novel. J. Day Co., 1958
- A Giacometti Portrait. MoMA, New York 1965
  - Alberto Giacometti – Ein Portrait. Ullstein, Frankfurt am Main 1984. ISBN 3-548-60097-2
- Alberto Giacometti: Drawings. Secker & Warburg 1971. (Katalog)
- Alberto Giacometti. 1985
  - Alberto Giacometti – eine Biographie. Scherz, München 1987. ISBN 3-85881-157-2
- Picasso and Dora Maar: A Personal Memoir. Farrar, Straus & Giroux, 1993
  - Picasso und Dora Maar. Eine persönliche Erinnerung. Matthes und Seitz. 1994
- Six Exceptional Women: Further Memoirs. Farrar, Straus & Giroux, 1994
  - Außergewöhnliche Frauen – Sechs Portraits. Matthes und Seitz 1999, ISBN 3-88221-803-7 (Alice B. Toklas, die Lebensgefährtin von Gertrude Stein, Arletty, Marie-Laure de Noailles, Errieta Perdikidi, Louise Bennett Lord, seine Mutter)
- Some Remarkable Men: Further Memoirs. Farrar, Straus & Giroux, 1996
  - Einige bemerkenswerte Männer – Weitere Erinnerungen. Matthes und Seitz, Berlin 1999, ISBN 3-88221-819-3 (unter anderem Balthus, Alberto Giacometti, Harold Acton, Jean Cocteau)
- A Gift for Admiration: Further Memoirs. Farrar, Straus & Giroux, 1998
- Stories of Youth. Elysium Press, 2001. Enthält die beiden Kurzgeschichten The Lizard (1949) und The Boy Who Wrote NO (1950)
- Plausible Portraits of James Lord: With Commentary by the Model. Farrar, Straus & Giroux, 2003
- Mythic Giacometti. Farrar, Straus & Giroux, 2004
- My Queer War. Farrar, Straus & Giroux, 2010

## Filmografie
- Die britische Filmbiografie von Stanley Tucci Final Portrait hatte am 11. Februar 2017 bei den Internationalen Filmfestspielen Berlin ihre Weltpremiere und kam am 3. August 2017 in die deutschen Kinos. Der Darsteller des Künstlers Alberto Giacometti ist Geoffrey Rush, James Lord wird von Armie Hammer gespielt. Das Drehbuch beruht auf der Biografie James Lords über Giacometti und spielt 1964 in Paris.[2]